# ウィリアム・ド・ヴァランス (初代ペンブルック伯)

ペンブルック伯になる前のウィリアムの紋章

ペンブルック伯ウィリアムの紋章

ウィリアム・ド・ヴァランス（William de Valence, 1227年ごろ - 1296年6月13日）またはギヨーム・ド・リュジニャン（Guillaume de Lusignan）は、フランスの貴族、騎士であり、イングランド王ヘンリー3世との関係によりイングランドにおいて重要な人物となった。第二次バロン戦争に深く関与し、シモン・ド・モンフォール率いる反乱軍に対してヘンリー3世とエドワード王子を支援した。ウィリアムは、その出生地であるポワトゥーのリュジニャン近くにあるヴァランスのシトー会修道院にちなんで、「ド・ヴァランス」（「ヴァランスの」）という名前を用いた。

## 生涯

### 出自
ウィリアム・ド・ヴァランスは、イングランド王ジョンの未亡人であったイザベラ・オブ・アングレームと、2番目の夫であるラ・マルシュ伯ユーグ10世・ド・リュジニャンの四男として生まれ、ヘンリー3世の異母弟でエドワード1世の叔父であった。ウィリアムは、1220年代後半にヴィエンヌのリュジニャン近郊のヴァランスにあったシトー会修道院で1220年代後半に生まれた（姉のアリスは1224年に生まれている）。

### イングランド移住
1246年にフランスがポワトゥーを征服したことでウィリアムの一族は大きな困難に見舞われたため、ウィリアムとその兄ギーおよびアイマーは1247年にヘンリー3世からのイギリスへの招待を受け入れた。ヘンリー3世はウィリアムら全員に対し重要な地位を見つけた。ウィリアムはすぐに女子相続人であるジョアン・ド・マンチェンシー（1230年頃 - 1307年9月20日以降）と結婚した。彼はスワンズコム領主ワリン・ド・マンチェンシーの唯一の子供であり、母ジョアン・マーシャルは初代ペンブルック伯ウィリアム・マーシャルと第4代ペンブルック女伯イザベル・ド・クレアの5人の娘のうちの1人であった。最終的にマーシャル領の共同相続人となったジョアンの持ち分には、ペンブルックの城と領主権、そしてアイルランドのウェックスフォード伯領の領主権が含まれていた。ジョアンの財産の管理はその夫ワリンに委ねられており、ワリンは1250年から1260年にかけてペンブルック領とウェックスフォード領を引き継いだようである。1304年のウィリアムの死後、ジョアンはウェックスフォードの領主としての権利を主張し、ウェックスフォードの領地を剥奪する命令に対しイングランド王に直接訴えていたことが確認されている。

### 第二次バロン戦争
王の異父弟ウィリアムに対する優遇は多くのイングランド貴族には嫌われ、その不満は第二次バロン戦争で頂点に達した。ウィリアムがイングランドに敵を作るのに時間はかからなかった。ウィリアムは南ウェールズの新天地から、ペンブルック伯領に付随していた宮中伯権を取り戻そうとしたが、ウィリアムの行動力はそれだけにとどまらなかった。ヘンリー3世はウィリアムに多くの領地と名誉を与えたが、やがてウィリアムは貪欲な外国人の中で最も著名な人物の一人として徹底的に嫌われるようになった。さらに、ウェールズで何らかの問題が起こったため、ウィリアムと反乱軍の旗手となるシモン・ド・モンフォールとの間で対立が生じた。ウィリアムは1258年にオックスフォードにおいてヘンリー3世に課せられた規定に従うことを拒否し、ウィンチェスターのウルヴジー城に避難したが、そこで包囲され、降伏しイングランドを離れることを余儀なくされた。
1259年にウィリアムとシモン・ド・モンフォールはパリで正式に和解し、1261年にヴァランスは再びイングランドに来て再び王の寵愛を享受した。ウィリアムはルイスの戦いでヘンリー3世側として戦ったが、敗北後再びフランスへ逃亡し、一方シモン・ド・モンフォールはイングランドを統治した。しかし、1265年までにウィリアムは帰還し、ペンブルックシャーに上陸し、グロスター包囲戦とイーヴシャムの戦いに参加し、最終的に王党派は勝利した。戦いの後、ウィリアムは領地に戻り、エドワード王子、後のエドワード1世とともにパレスチナへ向かった。

### ウェールズ戦争と死
ウィリアムはペンブルックシャーを拠点として、サウェリン・アプ・グリフィズおよびダヴィズ・アプ・グリフィズに対するイギリス遠征軍の主力となった。また、ウィリアムは何度かフランスにも赴き、1291年と1292年に起こったスコットランド王位継承をめぐる訴訟ではエドワード1世の代理人の一人となった。
ウィリアム・ド・ヴァランスは1296年6月13日にバイヨンヌで亡くなり、ウェストミンスター寺院に埋葬された。

## 子女
ウィリアムとジョアン・ド・マンチェンシーの間に以下の子女が生まれた。
- イザベル（1305年10月5日没） - 初代ヘイスティングス男爵ジョン・ヘイスティングス（1262年5月6日 - 1313年2月10日）と結婚
- ジョアン - ジョン・カミン3世と結婚
- ジョン（1277年1月没）
- ウィリアム（1282年6月16日没） - モンティニャックおよびベラックの領主、ランデイロ・ファウルの戦いで戦死
- エイマー（1270年頃 - 1324年） - 2代ペンブルック伯
- マーガレット - 早世、ウェストミンスター寺院に埋葬された
- アグネス（1250年 - ?） - オファリー男爵モーリス・フィッツジェラルドと結婚、ヒュー・ド・ベイリャル（スコットランド王ジョン・ベイリャルの兄）と結婚、ボーモン領主ジャン・ダヴェーヌ（ボードゥアン・ダヴェーヌの息子）と結婚